# Grote Plaats

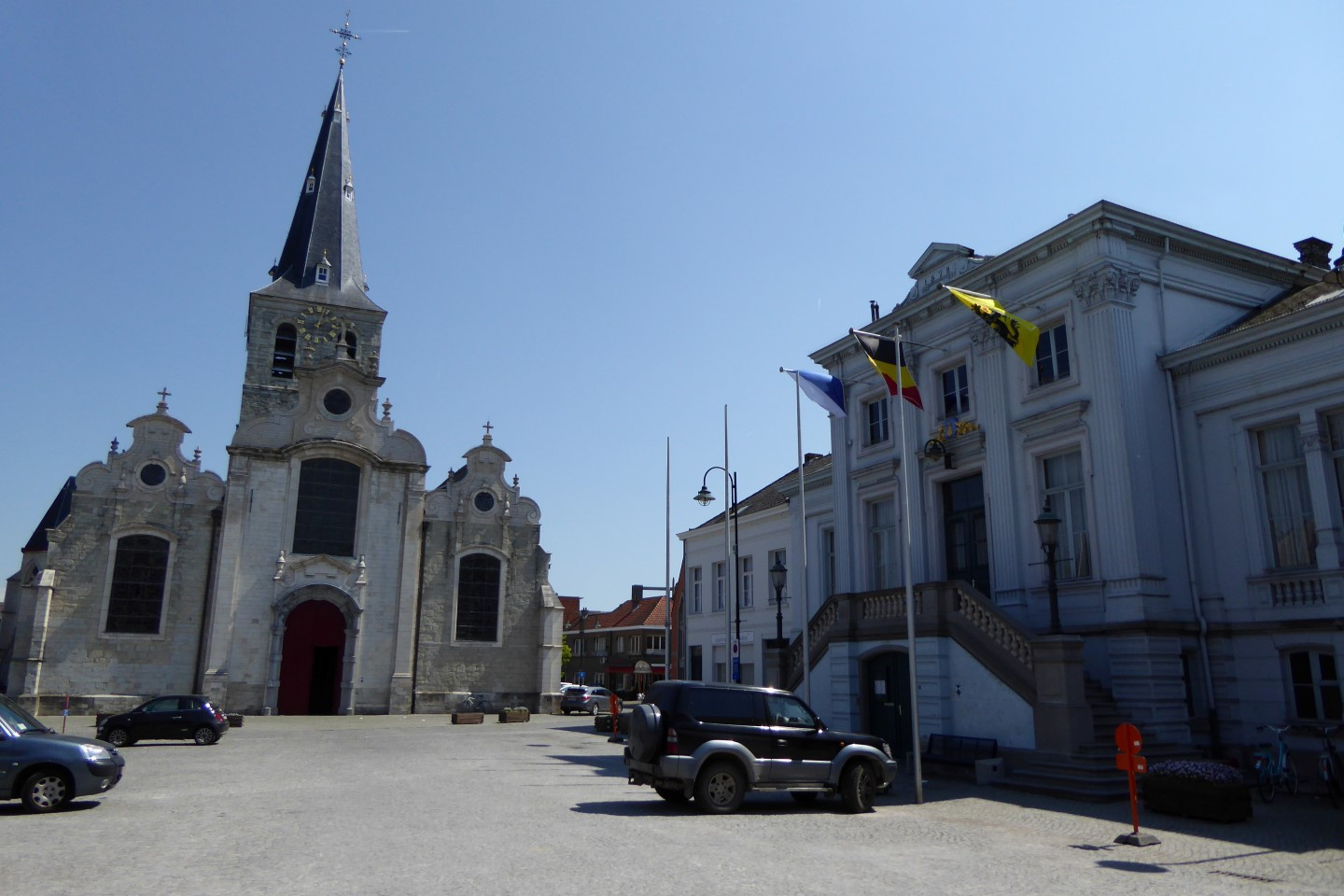
Grote Plaats met kerk en gemeentehuis

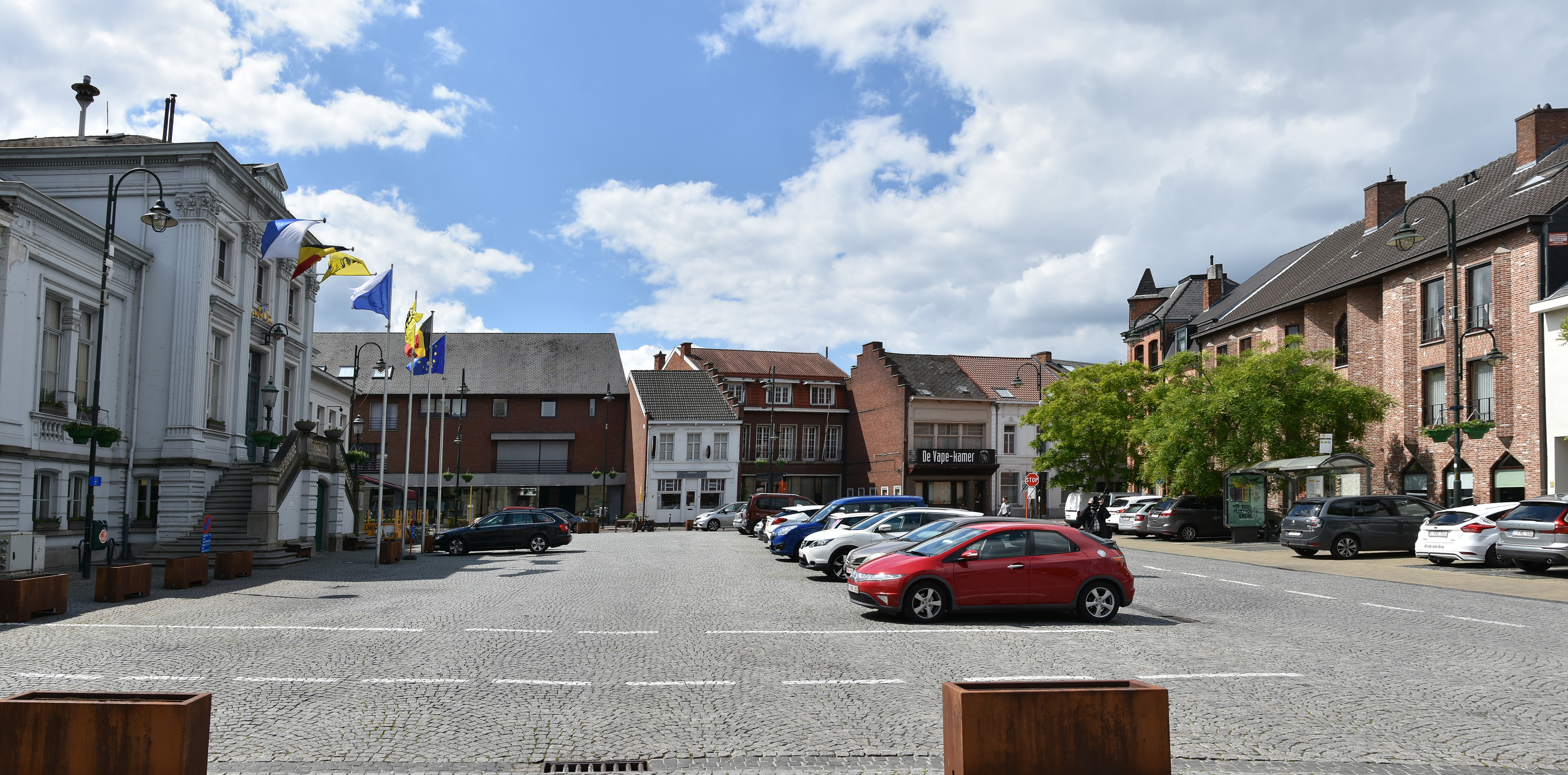
Grote Plaats, tegenoverliggende zijde

De Grote Plaats is het centrale marktplein van de Oost-Vlaamse plaats Lebbeke.
Dit plein werd in 1869-1870 gevormd door de sloop van een aantal huizen met als doel om ruimte voor een nieuw gemeentehuis vrij te maken en een weekmarkt te houden. Ook in 1872 werden onteigeningen doorgevoerd en in 1890 werd het kerkhof van de Onze-Lieve-Vrouw-Geboortekerk ontruimd. In 1897 werd de daardoor vrijgekomen ruimte bij de Grote Plaats gevoegd.
Rond dit plein vindt men de Onze-Lieve-Vrouw-Geboortekerk, het Hofje van Zeven Weeën, het Processiehuis, het gemeentehuis en de dekenij met daarvoor het oorlogsmonument van 1921.
De Grote Plaats is geklasseerd als beschermd dorpsgezicht.